# تماشا کنید
تماشا کنید (به انگلیسی: Watch It) فیلمی محصول سال ۱۹۹۳ و به کارگردانی تام فلین است. در این فیلم بازیگرانی همچون پیتر گلگر، سوزی آمیس، جان کریستوفر مک‌گینلی، جاون تنی، سینتیا استیونسون، لیلی تیلور و تام سایزمور ایفای نقش کرده‌اند.